# Задача Штейнера о минимальном дереве

Минимальное дерево Штейнера для точек A, B и C, где S — точка Ферма треугольника ABC.

Зада́ча Ште́йнера о минима́льном де́реве состоит в поиске кратчайшей сети, соединяющей заданный конечный набор точек плоскости.
Задача получила своё название в честь Якоба Штейнера (1796—1863).
Альтернативное условие задачи заключается в поиске минимального подграфа, соединяющего конечное число заданных вершин (терминалов) и образующего таким образом сеть кратчайших путей между этими вершинами.
Задача является вариацией задачи поиска минимального остовного дерева. 

## История
История этой задачи восходит ко времени Пьера Ферма (1601—1665), который, после изложения своего метода исследования минимумов и максимумов, написал:
Qui hanc methodum non probaverit, ei proponitur:
Datis tribus punctis, quartum reperire, a quo si ducantur tres rectae ad data puncta, summa trium harum rectarum sit minima quantitas.
Тот же, кто этот метод не оценил, пусть он решит [следующую задачу]: для заданных трех точек найти такую четвертую, что если из неё провести три отрезка в данные точки, то сумма этих трех отрезков даст наименьшую величину.
Эта задача была частично решена Э. Торричелли
(1608—1647) и Б. Кавальери
(1598—1647), учениками Б. Кастелли (1577—1644), затем найденная ими конструкция была модифицирована Т. Симпсоном
(1710—1761) и окончательно уточнена Ф. Хейненом
и Ж. Бертраном (1822—1900). В результате было получено геометрическое построение точки S, ныне называемой точкой Ферма (иногда точкой Торричелли), которая для трёх заданных точек A, B и C даёт минимально возможную сумму длин отрезков AS, BS, CS.
В 1934 году В. Ярник и O. Кесслер сформулировали
обобщение задачи Ферма, заменив три точки на произвольное конечное число. А именно, их задача состоит в описании связных плоских графов наименьшей длины, проходящих через данное конечное множество точек плоскости.
В 1941 году вышла популярная книжка «Что такое математика?» Р. Куранта и Г. Роббинса, в которой авторы писали следующее:
Очень простая и вместе с тем поучительная проблема была изучена в начале прошлого столетия знаменитым берлинским геометром Якобом Штейнером. Требуется соединить три деревни {\displaystyle A}, {\displaystyle B}, {\displaystyle C} системой дорог таким образом, чтобы их общая протяженность была минимальной.
Было бы естественно обобщить эту проблему на случай {\displaystyle n} заданных точек {\displaystyle A_{1},A_{2},\ldots ,A_{n}} следующим образом: требуется найти в плоскости такую точку {\displaystyle P}, чтобы сумма расстояний {\displaystyle a_{1}+a_{2}+\ldots +a_{n}} (где {\displaystyle a_{i}} обозначает расстояние {\displaystyle PA_{i}}) обращалась в минимум. … Эта обобщенная проблема, также изученная Штейнером, не ведет к интересным результатам. В данном случае мы имеем дело с поверхностным обобщением, подобных которому немало встречается в математической литературе. Чтобы получить действительно достойное внимания обобщение проблемы Штейнера, приходится отказаться от поисков одной-единственной точки {\displaystyle P}. Вместо того поставим задачей построить «уличную сеть» или «сеть дорог между данными деревнями», обладающую минимальной общей длиной.
Эта книга завоевала заслуженную популярность, в результате чего и задачу Ферма, и задачу Ярника—Кесслера сейчас принято называть проблемой Штейнера.

## Алгоритм решения
Эффективного (сложность выражается функцией, ограниченной сверху некоторым полиномом от параметра задачи, в данном случае число вершин графа) алгоритма, дающего точное решение проблемы Штейнера, не существует при условии неравенства классов P и NP, так как проблема является NP-полной. Доказать это несложно через редукцию к задаче о вершинном покрытии. 
Несмотря на ограничения, задачу можно решить приближенно, что и делает алгоритм Коу, Марковского и Бергмана. Идея такого подхода заключается в том, что нижняя граница стоимости соединения двух вершин (терминалов) - кратчайший путь между ними, а множество путей минимальной стоимости, соединяющих все терминалы дает 2-аппроксимированное решение, как будет доказано далее. Таким образом алгоритм будет выглядеть следующим образом:
1. Даны граф {\displaystyle G=(V,E)}, множество терминалов {\displaystyle T\subset V} и функция стоимости {\displaystyle c\colon E\to \mathbb {Q} }.
2. Найди клику {\displaystyle G_{D}=(T,F)} и {\displaystyle c\colon F\to \mathbb {Q} } такую, что {\displaystyle c_{D}(\{a,b\})=\operatorname {dist} _{G}(a,b)}.
3. Найди минимальное остовное дерево {\displaystyle S_{D}=(T,F')} графа {\displaystyle G_{D}}.
4. Для каждого ребра {\displaystyle e\in F'} определи {\displaystyle W_{e}=(V_{e},F_{e})} как путь длины {\displaystyle c_{D}(e)} в графе {\displaystyle G}.
5. Вычисли подграф {\displaystyle H=(\bigcup _{e\in F'}V_{e},\bigcup _{e\in F'}F_{e})}.
6. Найди минимальное оставное дерево {\displaystyle S_{H}} подграфа {\displaystyle H}.
7. Удали из {\displaystyle S_{H}} листья, не содержащиеся в {\displaystyle T}.
8. Выведи результат.

Доказательство фактора аппроксимации сводится к оценке результата алгоритма и точного решения: {\displaystyle c(S_{D})\leqslant 2\cdot c(S^{*})}. Если удвоить все рёбра оптимального решения, мы получим цикл {\displaystyle Z}, содержащий все вершины {\displaystyle T}. {\displaystyle Z} же определяет остовное дерево {\displaystyle T_{Z}} на графе {\displaystyle G_{D}}, состоящее только из терминальных вершин. Таким образом {\displaystyle c(S_{D})\leqslant c(T_{Z})\leqslant c(Z)=2\cdot c(S^{*})}. В качестве алгоритма поиска минимальных остовных деревьев можно использовать эффективный алгоритм Краскала.
Однако такая оценка аппроксимации не является пределом и возможно улучшить алгоритм, достигнув оценки {\displaystyle 11/6}. 

## Основные определения
Приведем несколько современных формулировок проблемы Штейнера. В качестве объемлющего пространства вместо евклидовой плоскости рассмотрим произвольное метрическое пространство.

### Минимальные деревья Штейнера
Пусть {\displaystyle (X,\rho )} — метрическое пространство и {\displaystyle G=(V,E)} — граф на X, то есть, {\displaystyle V\subset X}. Для каждого такого графа определены длины его рёбер {\displaystyle e=\{u,v\}\in E} как расстояния {\displaystyle \rho (u,v)} между их вершинами, а также длина {\displaystyle \rho (G)} самого графа {\displaystyle G} как сумма длин всех его рёбер.
Если {\displaystyle M} — конечное подмножество {\displaystyle X}, а {\displaystyle G=(V,E)} — связный граф на {\displaystyle X}, для которого {\displaystyle M\subset V}, то {\displaystyle G} называется графом, соединяющим {\displaystyle M}. При этом граф {\displaystyle G}, соединяющий {\displaystyle M}, минимально возможной длины {\displaystyle \rho (G)} является деревом, которое называется минимальным деревом Штейнера на {\displaystyle M}. Именно изучению таких деревьев и посвящена одна из версий проблемы Штейнера.
Отметим, что минимальные деревья Штейнера существуют не всегда. Тем не менее, точная нижняя грань величин {\displaystyle \rho (G)} по всем связным графам, соединяющим {\displaystyle M}, всегда существует, называется длиной минимального дерева Штейнера на {\displaystyle M} и обозначается через {\displaystyle \operatorname {smt} (M)}.
Примеры
Если {\displaystyle (X,\rho )} — стандартная евклидова плоскость, то есть расстояние {\displaystyle \rho } порождается нормой {\displaystyle \|(x,y)\|={\sqrt {x^{2}+y^{2}}}}, то получаем классическую проблему Штейнера, сформулированную Ярником и Кесслером (см. выше).
Если {\displaystyle (X,\rho )} — манхэттенская плоскость, то есть расстояние {\displaystyle \rho } порождается нормой {\displaystyle \|(x,y)\|=|x|+|y|}, то получает прямоугольную проблему Штейнера, одним из приложений которой является проектирование разводок микросхем. Более современные разводки моделируются метрикой, порожденной λ-нормой (единичный круг — правильный 2λ-угольник; в этих терминах манхеттенская норма является 2-нормой).
Если в качестве {\displaystyle X} берётся сфера (приблизительно моделирующая поверхность Земли), а за {\displaystyle \rho (a,b)} — длина кратчайшей из двух дуг большой окружности, высекаемой из сферы {\displaystyle X} плоскостью, проходящей через {\displaystyle a}, {\displaystyle b} и центр сферы, то получается разновидность транспортной задачи: требуется соединить заданный набор пунктов (городов, предприятий, абонентов и т. д.) кратчайшей коммуникационной сетью (дорог, трубопроводов, телефонных линий и т. д.), минимизировав затраты на строительство (предполагается, что затраты пропорциональны длине сети).
Если в качестве {\displaystyle X} берётся множество всех слов над некоторым алфавитом, а в качестве {\displaystyle \rho (a,b)} — расстояние Левенштейна, то получается вариант проблемы Штейнера, который широко используется в биоинформатике, в частности, для построения эволюционного дерева.
Если в качестве {\displaystyle X} берётся множество вершин {\displaystyle V} связного графа {\displaystyle G=(V,E)}, а в качестве {\displaystyle \rho } — функция расстояния, порожденная некоторой весовой функцией {\displaystyle \omega \colon E\to \mathbb {R} }, то получается проблема Штейнера в графах. Частным случаем этой проблемы (когда заданное множество совпадает с множеством всех вершин, {\displaystyle M=X}) является задача построения минимального остовного дерева.

### Минимальные параметрические сети
Пусть {\displaystyle \partial G} — некоторое подмножество множества {\displaystyle V} вершин графа {\displaystyle G=(V,E)}, содержащее все вершины степени 1 и 2. Пара {\displaystyle (G,\partial G)} называется графом с границей {\displaystyle \partial G}. Если {\displaystyle G} — связный граф, и {\displaystyle \varphi \colon \partial G\to X} — некоторое отображение в метрическое пространство {\displaystyle (X,\rho )}, то каждое отображение {\displaystyle \Gamma \colon G\to X}, ограничение которого на {\displaystyle \partial G} совпадает с {\displaystyle \varphi }, называется сетью типа {\displaystyle (G,\partial G)} с границей {\displaystyle \varphi } в метрическом пространстве {\displaystyle (X,\rho )}. Ограничение сети {\displaystyle \Gamma } на вершины и ребра графа {\displaystyle G} называются соответственно вершинами и ребрами этой сети. Длиной ребра {\displaystyle \Gamma \colon \{u,v\}\to X} сети {\displaystyle \Gamma } называется величина {\displaystyle \rho {\bigl (}\Gamma (u),\Gamma (v){\bigr )}}, а длиной {\displaystyle \rho (\Gamma )} сети {\displaystyle \Gamma } — сумма длин всех её ребер.
Обозначим через {\displaystyle [G,\varphi ]} множество всех сетей типа {\displaystyle (G,\partial G)} с границей {\displaystyle \varphi }. Сеть из {\displaystyle [G,\varphi ]}, имеющая наименьшую возможную длину, называется минимальной параметрической сетью типа {\displaystyle (G,\partial G)} с границей {\displaystyle \varphi }.
Отметим, что, как и в случае минимальных деревьев Штейнера, минимальная параметрическая сеть существует не всегда. Тем не менее, точная нижняя грань величин {\displaystyle \rho (G)} по всем сетям из {\displaystyle [G,\varphi ]}, всегда существует, называется длиной минимальной параметрической сети и обозначается через {\displaystyle \operatorname {mpn} [G,\varphi ]}.
Если {\displaystyle M} — конечное подмножество {\displaystyle X}, а {\displaystyle \varphi } отображает {\displaystyle \partial G} на все {\displaystyle M}, то есть {\displaystyle \operatorname {im} (\varphi )=M}, то говорят, что сеть {\displaystyle \Gamma \in [G,\varphi ]} соединяет {\displaystyle M}. Легко видеть, что {\displaystyle \operatorname {smt} (M)=\inf \operatorname {mpn} [G,\varphi ]} по всем {\displaystyle [G,\varphi ]}, для которых {\displaystyle \operatorname {im} (\varphi )=M}. Таким образом, общая задача Штейнера сводится к изучению минимальных параметрических сетей и выбора из них кратчайших.

### Одномерные минимальные заполнения в смыслеГромова
Это естественное обобщение проблемы Штейнера было предложено А. О. Ивановым и А. А. Тужилиным.
Пусть {\displaystyle M} — произвольное конечное множество и {\displaystyle G=(V,E)} — некоторый связный граф. Будем говорить, что {\displaystyle G} соединяет {\displaystyle M}, если {\displaystyle M\subset V}. Пусть теперь {\displaystyle {\mathcal {M}}=(M,\rho )} — конечное псевдометрическое пространство (где, в отличие от метрического пространства, расстояния между разными точками могут быть равны нулю), {\displaystyle G=(V,E)} — связный граф, соединяющий {\displaystyle M}, и {\displaystyle \omega \colon E\to {\mathbb {R} }_{+}} — некоторое отображение в неотрицательные вещественные числа, называемое обычно весовой функцией и порождающее взвешенный граф {\displaystyle {\mathcal {G}}=(G,\omega )}. Функция {\displaystyle \omega } задает на {\displaystyle V} псевдометрику {\displaystyle d_{\omega }}, а именно, расстоянием между вершинами графа {\displaystyle {\mathcal {G}}} назовем наименьший из весов путей, соединяющих эти вершины. Если для любых точек {\displaystyle p} и {\displaystyle q} из {\displaystyle M} выполняется {\displaystyle \rho (p,q)\leq d_{\omega }(p,q)}, то взвешенный граф {\displaystyle {\mathcal {G}}} называется заполнением пространства {\displaystyle {\mathcal {M}}}, а граф {\displaystyle G} — типом этого заполнения. Число {\displaystyle \operatorname {mf} ({\mathcal {M}})}, равное {\displaystyle \inf \omega ({\mathcal {G}})} по всем заполнениям {\displaystyle {\mathcal {G}}} пространства {\displaystyle {\mathcal {M}}}, назовем весом минимального заполнения, а заполнение {\displaystyle {\mathcal {G}}}, для которого {\displaystyle \omega ({\mathcal {G}})=\operatorname {mf} ({\mathcal {M}})}, — минимальным заполнением. Основная задача — научиться вычислять {\displaystyle \operatorname {mf} ({\mathcal {M}})} и описывать минимальные заполнения.